# العلاقات الغابونية اليمنية
العلاقات الغابونية اليمنية هي العلاقات الثنائية التي تجمع بين الغابون واليمن.

## مقارنة بين البلدين
هذه مقارنة عامة ومرجعية للدولتين:
| وجه المقارنة                                              | الغابون                        | اليمن         |
| --------------------------------------------------------- | ------------------------------ | ------------- |
| المساحة (كم2)                                             | 267.67 ألف                     | 555.00 ألف    |
| عدد السكان (نسمة)                                         | 2.03 مليون                     | 28.25 مليون   |
| الكثافة السكانية (ن./كم²)                                 | 7.58                           | 50.9          |
| العاصمة                                                   | ليبرفيل                        | صنعاء، عدن    |
| اللغة الرسمية                                             | لغة فرنسية                     | اللغة العربية |
| العملة                                                    | فرنك وسط أفريقي                | ريال يمني     |
| الناتج المحلي الإجمالي (بليون دولار)                      | 14.62 مليار                    | 18.21 مليار   |
| الناتج المحلي الإجمالي (تعادل القوة الشرائية) بليون دولار | 34.65 مليار                    | 75.69 مليار   |
| الناتج المحلي الإجمالي الاسمي للفرد دولار أمريكي          | 8.27 ألف                       | 1.41 ألف      |
| الناتج المحلي الإجمالي للفرد دولار أمريكي                 | 19.43 ألف                      |               |
| مؤشر التنمية البشرية                                      | 0.684                          | 0.498         |
| رمز المكالمات الدولي                                      | +241                           | +967          |
| رمز الإنترنت                                              | .ga                            | .ye           |
| المنطقة الزمنية                                           | ت ع م+01:00، توقيت غرب أفريقيا | ت ع م+03:00   |

## منظمات دولية مشتركة
يشترك البلدان في عضوية مجموعة من المنظمات الدولية، منها:
| علم المنظمة | اسم المنظمة                               | تاريخ انضمام الغابون | تاريخ انضمام اليمن |
| ----------- | ----------------------------------------- | -------------------- | ------------------ |
|             | مؤسسة التنمية الدولية                     | 4 نوفمبر 1963        | 22 مايو 1970       |
|             | الأمم المتحدة                             | 20 سبتمبر 1960       | 30 سبتمبر 1947     |
|             | منظمة التعاون الإسلامي                    | ?                    | ?                  |
|             | منظمة الشرطة الجنائية الدولية             | ?                    | ?                  |
|             | المركز الدولي لتسوية المنازعات الاستشارية | 14 أكتوبر 1966       | 20 نوفمبر 2004     |
|             | الاتحاد الدولي للاتصالات                  | 28 ديسمبر 1960       | 1931               |
|             | البنك الدولي للإنشاء والتعمير             | 10 سبتمبر 1963       | 3 أكتوبر 1969      |
|             | الاتحاد البريدي العالمي                   | ?                    | ?                  |
|             | منظمة حظر الأسلحة الكيميائية              | ?                    | ?                  |
|             | مؤسسة التمويل الدولية                     | 20 أكتوبر 1970       | 22 مايو 1970       |
|             | وكالة ضمان الاستثمار متعدد الأطراف        | 26 مارس 2003         | 12 مارس 1996       |
|             | يونسكو                                    | 16 نوفمبر 1960       | 2 أبريل 1962       |